# ラブ・マシーン
ラブ・マシーン（Love Machine、本名：Arthur Leon Barr、1966年10月8日 - 1994年11月23日）は、アメリカ合衆国のプロレスラー。オレゴン州ポートランド出身。
父親はオレゴン地区のプロモーターとしても活動したサンディ・バー、実の兄はジェシー・バー。

## 来歴
オレゴン州立大学のアマチュアレスリング出身。アマレスでは4度の地区王者と2度の州王者になった。その後最初の妻の妊娠で大学を中退し、昼は仕事、夜はプロレスのトレーニングを始める。幼少からの旧知だったロディ・パイパーの元でトレーニングも始め、1987年1月1日に父のサンディ・バーがプロモートしていたNWA傘下団体のパシフィック・ノースウエスト・レスリング（PNW）にてデビュー。当時のリングネームは本名のアート・バー（Art Barr）やザ・ビートルジュース（The Beetlejuice）を名乗った。11月21日には9人によるバトルロイヤルで優勝しNWAパシフィック・ノースウエストTV王座の初代王者になった
1990年、PNWでビッグ・ジュースことジェフ・ワーナーとジュース・パトロール（Juice Patrol）なるタッグチームを結成。3月と6月にNWAパシフィック・ノースウエストタッグ王座を獲得した。同年9月には、ザ・ジューサー（The Juicer）のリングネームでWCWに登場した。
1991年11月にはメキシコのEMLLに、星条旗をイメージしたタイツとハートマークのデザインされたマスクを被った覆面レスラー、ラブ・マシーン（Love Machine）として出場、1992年11月、12月にはAAAに登場、4月3日にはCMLLにて怪我をさせたことで抗争に発展していたブルー・パンテルにコントラ・マッチに敗れ素顔を晒す、これを機にルードに転身。エディ・ゲレロらとラ・パレハ・デル・テロー（のちにメンバーが増えロス・グリンコス・ロコス）を結成。アメリカ出身ルード軍として悪党人気を得る。9月20日と10月7日にベスティア・サルバヘの持つCMLL世界ミドル級王座に挑戦も何れも奪取にならなかった。
1994年6月、新日本プロレスにジ・アメリカン・ラブ・マシーン（The American Love Machine）のリングネームで来日。11月23日、自宅のあったオレゴン州スプリングフィールドにおいて、子供と一緒に横たわって死去しているところを発見された。

## 得意技
フロッグ・スプラッシュ
没後、タッグパートナーだったエディ・ゲレロのフィニッシャーとなった。
ツームストーン・パイルドライバー
ベリートゥベリー・スープレックス
チョークスラム
ドロップキック

## タイトル歴
PNW
NWAパシフィック・ノースウエストTV王座
NWAパシフィック・ノースウエスト・タッグ王座 :3回（w / ビッグ・ジュース×2、w / ジェシー・バー）
CW USA
CW US北西タッグ王座（w / コナン・エル・バルバロ）
AAA
AAA殿堂